# Pemza

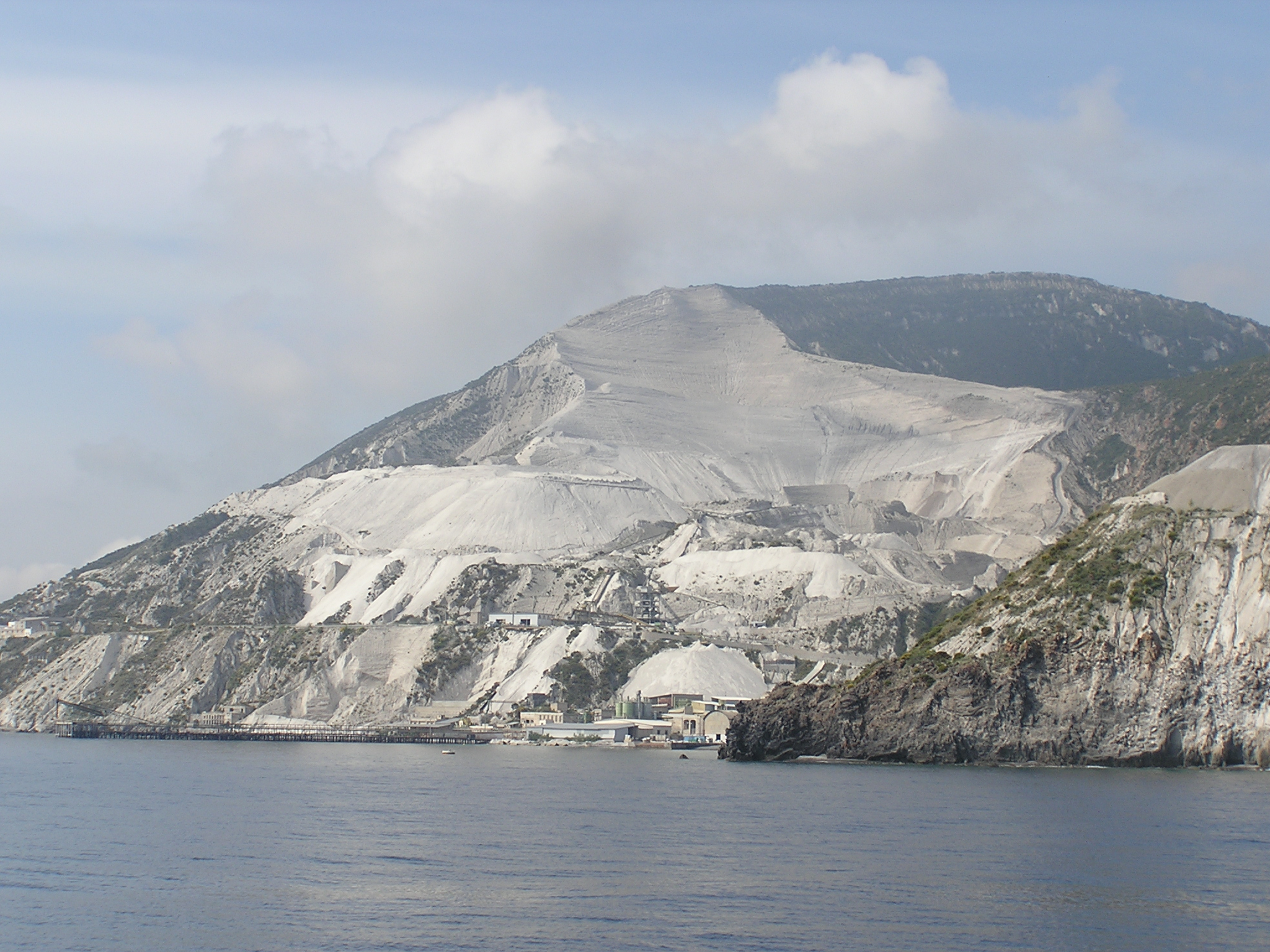
Důl na pemzu, ostrov Lipari

Pemza je vyvřelá hornina, nejčastěji sopečné sklo, vysoce porézní textury. Její neobvyklá struktura vzniká současným prudkým poklesem okolní teploty a tlaku v okamžiku, kdy je hornina ze sopky vyvržena do vzduchu nebo do vody. Bubliny vulkanických plynů tak zůstanou uvězněny v hornině a tvoří podstatnou část objemu. Díky tomu je hornina lehká a často plave.

## Fyzikální a chemické vlastnosti
Na rozdíl od ostatních přírodních skel není pemza kompaktní, ale skládá se ze skelných vláken a kor, mezi kterými jsou dutinky. Tyto dutinky způsobují, že pemza přes svoji relativní hustotu ρ = 2,37 plave na vodě. Má barvu světlou, bílou, našedlou nebo nažloutlou a její povrch je drsný. Řadí se k liparitům, nebo křemitým trachytům, podobně jako ostatní přírodní skla. Také mikroskopicky se s nimi shoduje: buď je její sklo čisté, nebo obsahuje vyrostlice sanidinu a křemene, které jsou jen zřídka viditelné pouhým okem.

## Výskyt
Vyskytuje se v třetihorních vrstvách a zejména v nedávných vulkanických vyvřelinách s povahou křemitých trachytů. Např. Liparské ostrovy, Slovensko, Galapágy, Japonsko. Jejím významným vývozcem je např. Dominikánská republika. Pemza vzniklá pod mořskou hladinou může tvořit velké plovoucí kry, které následně ohrožují lodní dopravu.

## Použití

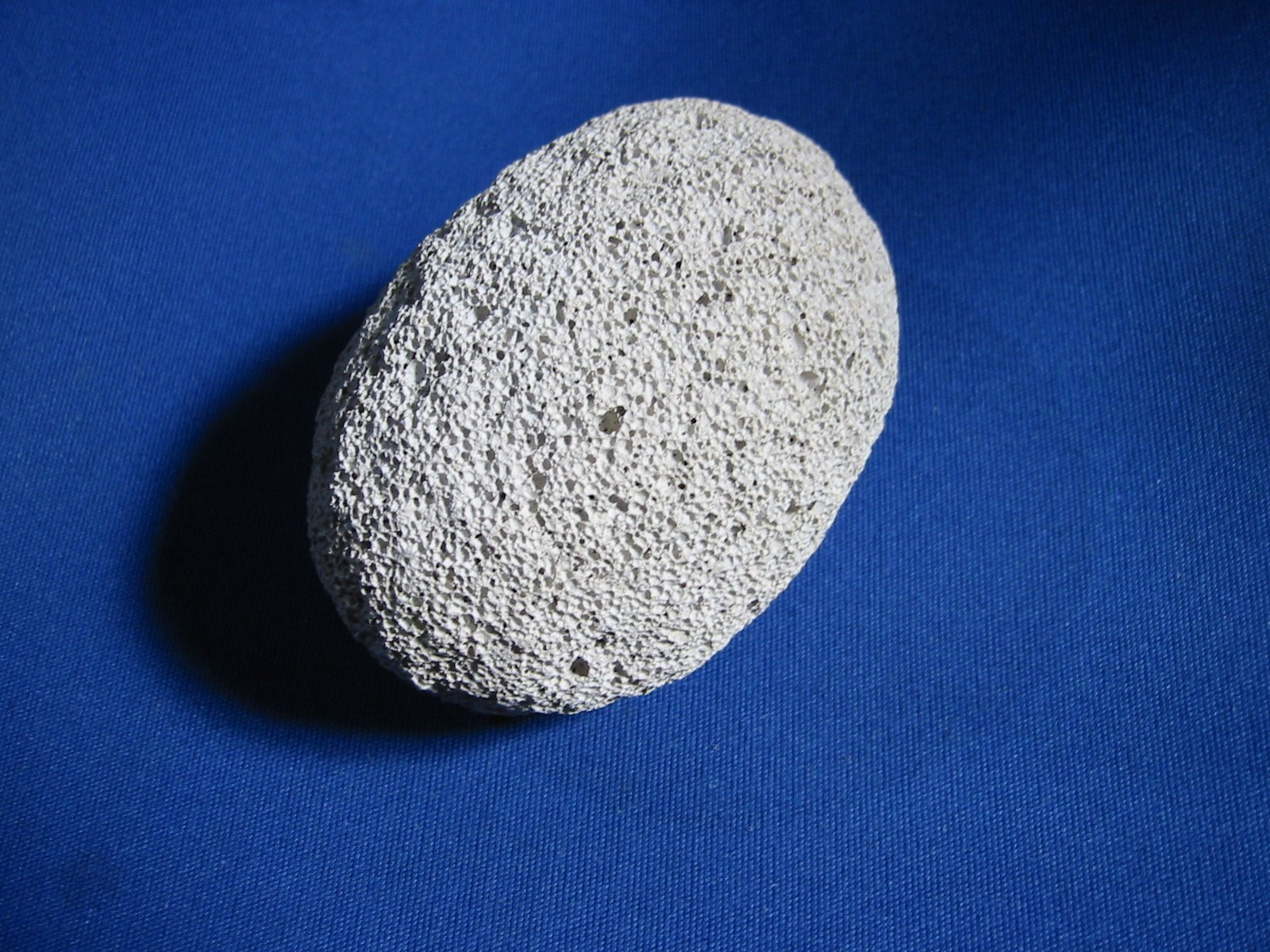
Tvarovaný kus pemzy

Důležitými vlastnostmi pemzy jsou tvrdost a nízká hmotnost. Nejčastěji, už od dob starého Říma, se proto používá ve stavebnictví, při výrobě odlehčeného betonu a tvárnic.
Pro svůj drsný povrch se používá také jako brusný nástroj, k hlazení různých materiálů, zejména dřeva, dříve také při výrobě pergamenu. Rovněž od starověku se používá jako hygienický nástroj pro odstraňování odumřelé kůže a ochlupení z povrchu těla.
Pemza se používá také při pěstování rostlin, k výrobě hydroponických substrátů. Pemza smíchaná se zeminou dodává půdě potřebnou vzdušnost, vhodnou např. pro kaktusy či cykasy.
Jemně mletá pemza se přidává do některých umělých přípravků pro popelení domácích zvířat.